# Críticas à Electronic Arts
Desde a metade da década de 2010, a Electronic Arts tem sido o centro de diversas controvérsias envolvendo aquisições de empresas e práticas anti-consumidor em seus jogos, bem como processos legais alegando práticas anticompetitivas da EA quando assinando contratos relacionados a esportes. Em 2012 e 2013, a empresa foi nomeada a "Pior Empresa na América" pela organização sem fins lucrativos Consumerist, enquanto foi nomeada a 5ª empresa mais odiada nos Estados Unidos pelo USA Today em 2018.

## Aquisições e fechamento de estúdios
Durante o início da década de 2000, quando a EA estava em um período de rápido crescimento, a empresa desenvolveu uma reputação de adquirir estúdios de desenvolvimento, especialmente por suas propriedades intelectuais e não por seu talento, e então forçando mudanças à linha de trabalho do estúdio, impactando negativamente a qualidade ou tamanho dos jogos, e/ou determinando que o estúdio já não era mais necessário graças a baixas vendas de seus jogos e o fechando. Isso criou a aparência de que a EA estava tratando jogos como se fossem uma linha de montagem, apenas querendo lançar a maior quantidade possível de produtos sem se importar com o conteúdo ou com a força criativa por trás da criação desses jogos. A empresa ganhou o apelido depreciativo de "Evil Empire" ("Império Maligno") dentro da indústria de jogos eletrônicos como resultado dessas práticas de negócio.
O tratamento pela EA da Origin Systems, o estúdio criador da franquia Ultima, é considerado um exemplo importante dessa prática. A Electronic Arts adquiriu a Origin em 1992. Sob a EA, a Origin foi forçada a terminar rapidamente dois jogos da franquia, Ultima VIII: Pagan e Ultima IX: Ascension, apesar de protestos do fundador do estúdio, Richard Garriott. Os dois jogos foram recebidos negativamente em comparação aos jogos anteriores da franquia. Entre esses jogos, a Origin também tinha desenvolvido Ultima Online, que tinha tido sucesso. Seguindo o desenvolvimento de Ultima IX, o estúdio havia iniciado o desenvolvimento de Ultima Online 2, mas graças a baixas vendas de Ultima IX, a EA cancelou este trabalho, deixando a Origin para primariamente dar suporte a Ultima Online até a que a EA decidisse fechar o estúdio, o que aconteceu em 2004, movendo o resto dos funcionários a outras divisões da EA. Outros estúdios considerados afetados negativamente por práticas da EA incluem Bullfrog Productions, Weswood Studios, Maxis e Pandemic Studios.
Em 2008, a EA tinha começado a mudar suas práticas, em parte graças à nomeação de um novo diretor executivo, John Riccitiello. Riccitiello reconheceu em 2008 que as práticas anteriores da empresa referentes a aquisições estava errada e que a empresa agora dava a estúdios adquiridos mais autonomia sem "se intrometer" na cultura corporativa deles. O diretor financeiro da empresa, Blake Jorgensen, também reconheceu que essas práticas anteriores eram "de alguma forma marginais em resultados" em uma declaração em 2014, e que no futuro a empresa provavelmente diminuiria a quantidade de aquisições e ao invés disso daria a seus estúdios internos a oportunidade de ajudar a produzir jogos maiores. Este sentimento foi repetido por aqueles que haviam trabalhado na EA no passado e no presente. Em 2008, John D. Carmack da id Software, quando anunciou que a EA publicaria seu jogo Rage, disse que a EA não era mais um "Império Maligno". Carmack disse "Eu admito que, se você me perguntasse há alguns anos, eu ainda tinha a ideia de que a EA era o Império Maligno, a empresa que destrói os estúdios menores... Eu teria ficado surpreso, se você me dissesse um ano atrás que nós acabaríamos com a EA como publicadora. Quando saímos e falamos com as pessoas, em especial parceiros da EA como a Valve, recebemos respostas quase unanimemente positivas deles." Peter Molyneux, que havia fundado a Bullfrog, também disse que a EA não era um "Império Maligno" em uma entrevista em 2014, mas reconheceu que quando estúdios são comprados por empresas como a EA, os fundos e apoio recebidos, como escritórios maiores, "mudam o sabor da empresa" e podem levar a evendos que levam a um mau desempenho do estúdio.
Apesar da reputação da empresa na administração de estúdios ter melhorado desde 2008, o fechamento da Visceral Games pela EA em 2017 foi considerado pela Engadget como um retorno da EA ao "mau hábito de acabar com estúdios conhecidos."
A EA foi criticada pela aquisição de 19,9% das ações da sua rival Ubisoft, uma atitude que o então porta-voz da Ubisoft considerou como um "ato hostil" O diretor executivo da Ubisoft, Yves Guillemot, mais tarde indicou que uma fusão com a EA era uma possibilidade, afirmando, "a primeira opção é que administremos nossa própria empresa e que ela cresça. A segunda opção é trabalhar com a indústria de filmes, e a terceira é uma fusão." Entretanto, em julho de 2010, a EA decidiu vender todos as suas ações, então 15%, na Ubisoft. Essas ações equivaleram a cerca de 94 milhões de euros.

## Tratamento dos funcionários
Na indústria de jogos eletrônicos, não é incomum que publicadores e desenvolvedoras façam os funcionários trabalharem horas extras nas últimas semanas ou meses do ciclo de desenvolvimento para garantir que um jogo é lançado a tempo, frequentemente sem pagamento já que esses trabalhadores são classificados como isentos de pagamento extra; isso é comumente conhecido como "crunch time" Em 2004, a Electronic Arts foi criticada por fazer funcionários trabalharem horas extraordinariamente longas, de até 100 horas por semana, com uma prática de rotina ao invés de durante a época de "crunch." Erin Hoffman, esposa de um funcionário da EA, publicou o blogue "EA Spouse" anonimamente como uma "esposa descontente" em 2004, relatando algumas das demandas de horário de trabalho que a EA forçava a seu marido, como "as horas obrigatórias atualmente são das 9 às 22 – sete dias por semana – com a ocasional tarde de sábado livre por bom comportamento (às 18:30)."
O blogue de Hoffman viralizou e trouxe essa "cultura de crunch" à frente da indústria, levando a que funcionários da EA buscassem ações legais contra a empresa. Dois processos de ação coletiva foram movidos contra a EA por funcionários. O primeiro foi movido em 2004 por artistas que queriam ser compensados por horas extras de trabalho que não haviam sido pagas. A EA resolveu o processo com o coletivo por 15,6 milhões de dólares em 2006. Além dos fundos para resolução, a EA reclassificou vários dos desenvolvedores de baixo nível para programas de pagamento por hora que permitiam horas extra no futuro. Um segundo processo foi movido contra a EA por programadores, e também foi resolvido em 2006 por 14,9 milhões de dólares. Adicionalmente, o blogue da Hoffman levou a uma tendência generalizada na indústria de jogos para resolver o problema de "crunch time", apesar de que em 2021 ele continuava sendo um problema significativo.
Desde que essas críticas foram feitas pela primeira vez, foi relatado que a EA tomou iniciativas para resolver preocupações do equilíbrio vida-trabalho, focando em planejamentos de projetos ao longo prazo, compensação, e comunicação com os funcionários. Esses esforços foram acelerados com a chegada de John Riccitiello como diretor executivo em fevereiro de 2007. Em dezembro de 2007, uma enquete interna entre funcionários da EA mostrou um crescimento de 13% em moral dos funcionários e de 21% na percepção de reconhecimento da administração em um período de três anos. Em maio de 2008, Hoffman disse que a EA havia feito um progresso significativo, mas que agora pode estar voltando a cair em padrões antigos. Ela disse, "eu acho que a EA foi tremendamente reformada, tendo feito alguns esforços realmente importantes para colocar as pessoas certas no seu departamento de recursos humanos," e "eu tenho ouvido de pessoas que tem recebido pagamento por horas extras lá e eu acho que isso faz uma grande diferença. Na verdade, eu até recomendei a algumas pessoas que conheço que se candidatassem a empregos lá," mas ela também disse que havia começado a ouvir "histórias de horror" de novo.
A cultura de "crunch" na EA foi desde então mencionada em associação com outros jogos, com o "crunch" excessivo sendo apontado como um um contribuinte para a baixa qualidade do jogo. Alguns títulos incluindo Superman Returns, de 2006, que sofreu com mudanças culturais enquanto a EA reagia aos processos de ação coletiva, e Anthem, de 2019.

## Qualidade dos jogos
As críticas agregadas a jogos da EA estavam ficando cada vez mais duras em anos recentes, e era esperado que isso afetasse a porcentagem de mercado durante temporadas competitivas. O analista Evan Wilson, da Pacific Crest Securities, disse, "críticas duras e qualidade baixa estão começando a manchar a marca EA. De acordo com nossa pesquisa em progresso dos dados de análises agregadas pelo GameRankings.com, a qualidade dos jogos da Electronic Arts continua a cair... Apesar de que a sua porcentagem de mercado parece não ter diminuído drasticamente até agora, em anos como 2007, que promete ter competição tremenda, parece que isso acontecerá se a qualidade dos jogos não melhorar."
A EA também recebeu críticas por desenvolver jogos que carecem de inovação tendo em vista a quantidade de jogos produzidos sobre a marca EA que mostram atualizações anuais, particularmente em franquias da EA Sports. Essas atualizações tipicamente são vendidas como jogos novos e com preço cheio de mercado, e contam apenas com elencos de times atualizados e mudanças pequenas a mecânicas de jogo, a interface do jogo, trilhas sonoras e gráficos. Uma crítica comparou a EA a empresas com a Ubisoft, e concluiu que a inovação da EA em propriedades intelectuais novas e antigas "rasteja a passos de caracol," e até mesmo o diretor executivo da empresa, John Riccitiello, reconheceu a falta de inovação vista na indústria como um todo, dizendo, "nós estamos entediando as pessoas e fazendo jogos que são cada vez mais difíceis de jogar. Na maior parte, a indústria só tem se repetido. Têm existido muitos produtos que se parecem com os produtos do ano passado, que se pareciam muito aos do ano anterior." A EA anunciou que está tornando sua atenção a criar novas propriedades intelectuais para quebrar essa tendência, adquirindo estúdios aclamados pela crítica como BioWare e Pandemic que poderia contribuir para o processo. Os jogos da EA foram os mais aclamados pela crítica em 2012 entre todas as grandes publicadoras na indústria, de acordo com o Metacritic. Entretanto, em 2020, a empresa foi colocada em 21º no mesmo ranking.

## Licenciamento de esportes e exclusividade
Em 5 de junho de 2008, um processo foi registrado em Oakland, California, alegando que a Electronic Arts está quebrando as leis antitruste dos Estados Unidos ao assinar contratos de exclusividade com a Associação de Jogadores da National Football League, a National Collegiate Athletic Association (NCAA) e Arena Football League (AFL), para utilizar os nomes e semelhanças de jogadores e logotipos de times. Isso impedia que outras empresas fossem dadas a permissão para assinar os mesmos acordos. O processo ainda acusava a EA de aumentar o preço de jogos associados a estas licenças como resultado dessa ação. Em uma entrevista à GameTap, Peter Moore, chefe da divisão EA Sports, disse que a NFL era a responsável por buscar esse tipo de acordo. "Para ser claro, a NFL foi a entidade que queria uma relação de exclusividade. A EA fez um lance, bem como várias outras empresas, por essa relação de exclusividade", Moore disse. "Não foi nossa culpa que essa relação foi exclusiva... Nós demos um lance e tivemos muita sorte e felicidade ao sermos vencedores." Graças a este processo, a EA foi forçada a ressarcir qualquer pessoa que houvesse comprado uma cópia de algum jogo da série Madden, NCAA Football ou Arena Football entre 1 de janeiro de 2005 e 21 de junho de 2012, além de ser impedida de renovar qualquer acordo de exclusividade com a NCAA por cinco anos após a data de expiração do contrato atual e com a AFL por cinco anos após a resolução do processo.
Em 26 de setembro de 2013, a EA resolveu uma série de processos de ação coletiva movidos por ex-jogadores da NCAA acusando a EA e outros de uso de semelhança sem autorização em jogos de futebol americano e basquete. A EA resolveu o processo por um montante não divulgado. Este montante é de, alegadamente, cerca de 40 milhões de dólares, a serem pagos para algo entre 200 mil e 300 mil jogadores.
Em 2014, um processo de ação coletiva foi movido contra a EA por jogadores da National Football League, argumentando que a série Madden NFL estaria utilizando sua semelhança sem permissão. Apesar de a EA argumentar que a semelhança dos jogadores foi utilizada incidentalmente, isso foi rejeitado pela Corte de Apelações dos Estados Unidos em 2015. Um apelo seguinte à Suprema Corte dos Estados Unidos não obteve sucesso. Em junho de 2016, a EA resolveu o processo com Jim Brown por 600 mil dólares.

## Título daConsumeristde "Pior Empresa na América"
Em abril de 2012, a organização sem fins lucrativos Consumerist premiou a EA com o título de "Pior Empresa na América", junto com o troféu cerimonial Golden Poo ("Cocô Dourado"). A enquete quebrou recordes com um total de mais de 250 mil votos, onde a Electronic Arts derrotou outras empresas como AT&T e Walmart. A rodada final de votações confrontou a EA com o Bank of America. A EA venceu com 50.575, ou 64,03%. O resultado veio como uma resposta à controvérsia do final de Mass Effect 3, que muitos comentaristas viram como tendo um papel significativo na vitória da EA na enquete. Outras explicações incluem o uso de DLCs no dia do lançamento de um jogo e o hábito da EA de adquirir desenvolvedoras menores para destruir a competição. O porta-voz da EA, John Reseburg, respondeu à enquete dizendo, "nós sabemos que presidentes de bancos, de empresas de petróleo, de tabaco e de armas devem estar todos aliviados de não estarem na lista este ano. Nós vamos continuar a fazer jogos vencedores de prêmios e serviços jogados por mais de 300 milhões de pessoas ao redor do mundo."
Em abril de 2013, a EA venceu a enquete da Consumerist de "Pior Empresa na América" pela segunda vez consecutiva, se tornando a primeira empresa a alcançar esta façanha. Jogos mencionados no anúncio incluem os criticamente controversos Mass Effect 3 por seu final, Dead Space 3 por seu uso de microtransações e o recente reboot de SimCity por seu lançamento conturbado e mal-resolvido. Além disso, mau apoio ao cliente, ganância (referente às microtransações) e desprezo público às críticas também foram dados como explicações dos resultados da enquete. A Consumerist resumiu os resultados perguntando, "quando vivemos em uma era marcada por massivos derramamentos de petróleo, fechamentos irregulares por bancos ruins, e consolidação desenfreada nas indústrias de linhas aéreas e telecomunicações, o que significa sobre as práticas da EA que tantas pessoas – pelo segundo ano consecutivo – tenham vindo intitulá-la a Pior Empresa na América?"
Quando perguntado sobre a enquete pela VentureBeat, Frank Gibeau, presidente das marcas da EA, respondeu, "levamos isso a sério, e queremos que isso mude. Nos últimos meses, começamos a fazer mudanças às práticas que os jogadores claramente não gostam." Gibeau atribuiu a eliminação de passes online, a decisão de tornar The Sims 4 uma experiência de um jogador e offline, bem como a revelação de novos jogos a esta mudança de pensamento. "O ponto é que estamos ouvindo, e estamos mudando," disse Gibeau.

## Loot boxes
Uma loot box é um tipo de microtransação em jogos eletrônicos, onde os jogadores podem utilizar recompensas do jogo ou dinheiro real para ganhar uma caixa virtual com itens do jogo, com efeitos que podem variar. Uma abordagem quando criando loot boxes é limitar o sistema para apenas fornecer itens que não alteram a jogabilidade, como itens de customização estética de personagens. Em contraste, outro tipo de loot boxes é aquela com itens que alteram a jogabilidade. Esse último tipo tem recebido duras críticas de jogadores e do público em geral. Loot boxes ganharam popularidade entre desenvolvedores e publicadoras por volta de 2017, e a Electronic Arts incluiu loot boxes ou seus equivalentes em seus jogos, como FIFA 18 em seu "Modo Ultimate Team", Mass Effect Andromeda e Star Wars Battlefront II. A abordagem inicial da EA às loot boxes durante o período de beta público Battlefront II envolvia elementos de "pague-para-ganhar", contendo personagens desbloqueáveis que de outra forma requereriam horas de jogo para adquirir através de recompensas do jogo, impulsos de jogo só disponíveis em loot boxes, e outros efeitos. Jogadores reclamaram dos aspectos "pague-para-ganhar", levando a EA a alterar o que as loot boxes do jogo continham, incluindo a garantia de que todos os itens poderiam ser adquiridos com recompensas do jogo. As mudanças ainda permitiam que as pessoas que gastassem dinheiro em loot boxes ganhassem elementos que alteravam a jogabilidade muito mais rapidamente que pessoas que tentassem adquiri-los com as recompensas do jogo, levando a ainda mais críticas. Antes do lançamento completo do jogo em novembro de 2017, a Disney, que detém a propriedade intelectual Star Wars, intimou a EA a desabilitar as loot boxes do jogo até que chegassem a um sistema que não fosse "pague-para-ganhar", com medo que o sistema de loot boxes fosse visto como uma forma de incentivo a apostas para seus jogadores, incluindo crianças.
Em resposta aos jogadores irritados com a forma com a qual o sistema de progressão havia sido formatado, a EA emitiu uma declaração no Reddit que afirmava, "a intenção é dar aos jogadores um sentido de orgulho e realização por desbloquear heróis diferentes. Nós selecionamos valores iniciais baseados em dados do beta público e outros ajustes foram feitos às recompensas antes do lançamento. Entre outras coisas, estamos prestando atenção às taxas de créditos ganhos por cada jogador diariamente, e faremos ajustes constantes para garantir que jogadores tenham desafios interessantes, recompensadores, e é claro, alcançáveis através do jogo." Esse permanece, até hoje, o comentário mais negativado da história do Reddit, recebendo um certificado do livro Guinness World Records em 2019. Um dia depois que a publicação no Reddit foi feita, um usuário no Twitter, dizendo-se um desenvolvedor na Electronic Arts, relator ter recebido mais de 1.600 ameaças de morte devido a Battlefront II, sendo noticiado na CNBC. Entretanto, a história foi então rotulada como uma notícia falsa depois que Jason Schreier, escritor-chefe na Kotaku, entrou em contato com o usuário BiggSean66, que fazia tais afirmações. Depois que Jason enviou várias mensagens e não recebeu nenhuma resposta do usuário, BiggSean66 trancou sua conta e removeu qualquer referência a ser um desenvolvedor de sua descrição no Twitter. A EA eventualmente reativou o sistema de loot boxes sem elementos de "pague-para-ganhar" em março de 2018, mas a atenção negativa que o jogo recebeu impactou a EA financeiramente. Blake Jorgensen afirmou que eles não haviam alcançado os objetivos de vendas de Battlefront II por 10% graças à controvérsia e, graças ao sistema ter sido desativado por vários meses, eles não haviam alcançado seus objetivos financeiros para o trimestre fiscal seguinte ao lançamento.
Apesar de Battlefront II não ter sido o único jogo criticado por sistemas questionáveis de loot boxes nessa época, a atenção que ele recebeu levou a que diversos órgãos governamentais mundiais avaliassem a natureza de sistemas de loot box como potenciais mecanismos de apostas. Muita atenção foi dirigida aos jogos FIFA da EA e seu modo Ultimate Team. A Bélgica e os Países Baixos emitiram decisões de que loot boxes poderiam ser considerados sistemas de apostas não regulados, e instruiu a desenvolvedoras e publicadoras dos jogos irregulares que tomassem uma ação corretiva. No caso da Bélgica, a EA chegou à conclusão de que o sistema de FIFA não violava as regras, apesar do pedido de alteração, mas eventualmente em janeiro de 2019 desabilitou a habilidade de jogadores belgas de comprar loot boxes em jogos FIFA para trazê-los a regularidade. No Reino Unido, a EA defendeu seu uso de loot boxes, comparando eles a "mecânicas surpresa" que alguém poderia encontrar em brinquedos colecionáveis como um Kinder Ovo, uma afirmação criticada pela imprensa de jogos por minimizar o problema das loot boxes.